# 升旗易得道
升旗易得道（英語：Tuesday Road，另名升旗易日報）是一家位於英國的香港粵語網絡電台，其於2016年2月創辦，其名源自「星期二」和「義德道」的諧音；主持人是蔡明達（Tony Choi）及大律師霍嘉誌（Johnny Fok）；其透過YouTube、Facebook及Patreon等平臺廣播節目，內容多數與時事及政治相關，以及少量金融、娛樂、足球及賽馬等新聞內容。

## 事件

### 涉曾志健潛逃案
2022年7月13日，4名被通緝的男子包括中槍的曾志健、馮清華、王愷銘及黃姓少年在北潭涌巴士總站被警方拘捕，有人其後向警方表示當時擬往黃石碼頭乘快艇前往台灣。警方國安處高級警司李桂華於翌午公布案情時透露，警方調查發現2020年起，有網上頻道成員遊說及慫恿正等候審訊的人士棄保潛逃離開香港及協助藏匿，惟需要繳交一定費用。李桂華在記者會上未有透露涉案頻道的名稱，僅指目標人物接近10人，但相關人士已離開香港，部分人前往英國。而相關人士離開香港後，仍要求曾志健等4人拍攝短片講述慘況，以此眾籌生活費，但款項卻未有落到4人手上。《香港01》獲悉，警方正調查YouTube頻道「升旗易得道」，懷疑與事件有關，記者翻查「升旗易得道」的頻道，發現該頻道於2020年12月23日曾上載一條有關曾志健流亡的影片，當中兩名主持人曾透露有向曾志健提供協助。升旗易得道翌日發布兩條影片回應事件，承認曾透過Telegram頻道「探子」認識曾志健等4人，過去兩年花費逾百萬元為4人提供住宿、食物等，去年更曾嘗試安排貨櫃輪協助4人離港，惟最終上船前遭警方截獲，並批評警方國安處單方面抹黑其頻道，直言沒有苛索4人偷渡費，更指有充足證據反駁。
2022年7月下旬，《東周刊》聲稱在英國採訪了霍蔡二人，並公開曾、馮、王、黃四人準備起程偷渡去越南前自拍的遺言式影片。霍和蔡向記者否認「人血饅頭」指控，聲稱其實是有個叫陳世德的中間人利用幫助四人的名義籌款騙財，其二人同為受害者。

### 被警方國安處通緝及保安局實施制裁
2023年12月14日，其兩名主持人蔡明達和霍嘉誌與許穎婷、邵嵐及鄭文傑同被香港警務處國家安全處各懸紅100萬港元通緝。
2024年6月12日，蔡明達和霍嘉誌被香港保安局根據《維護國家安全條例》執行以下制裁措施:「禁止提供資金等或處理資金等」、「禁止與不動產相關的某些活動」、「與涉及有關潛逃者的合資企業或合夥相關的禁止」，「撤銷特區護照等」，「執業資格暫時吊銷」及「暫時罷免董事職位」。